# 吉岡暖
吉岡 暖（よしおか はる、2006年8月28日 - ）は、徳島県阿南市出身のプロ野球選手（投手・育成選手）。右投右打。横浜DeNAベイスターズ所属。

## 経歴

### プロ入り前
阿南市立阿南中学校ではヤングリーグの阿南シティーホープに所属し全国制覇も成し遂げている。
徳島県立阿南光高等学校に進学し、1年春からベンチ入り。2年春から投手のレギュラーを務めた。3年春は第96回選抜高等学校野球大会に出場し1、2回戦は勝利したが3回戦で星稜高校に敗北した。3年夏は徳島大会決勝で鳴門渦潮高校に5-6で敗北した。
2024年10月24日に開催されたドラフト会議にて、横浜DeNAベイスターズから育成2位指名を受けた。11月18日に支度金308万円、年俸340万円で入団に合意した（金額は推定）。背番号は111。

## 詳細情報

### 背番号
- 111（2025年[3] - ）